# Velîka Kostromka, Apostolove
Velîka Kostromka (în ucraineană Велика Костромка) este o comună în raionul Apostolove, regiunea Dnipropetrovsk, Ucraina, formată numai din satul de reședință.

## Demografie
Componența lingvistică a satului Velîka Kostromka
     Ucraineană (92,17%)
     Rusă (6,61%)
     Alte limbi (0,55%)
Conform recensământului din 2001, majoritatea populației satului Velîka Kostromka era vorbitoare de ucraineană (92,17%), existând în minoritate și vorbitori de rusă (6,61%).